# Umaszczenie
Umaszczenie, maść – dziedziczne ubarwienie futra, skóry i zewnętrznych błon śluzowych (a u niektórych gatunków także pazurów, rogów i kopyt) ssaków, charakterystyczne dla danego taksonu niższego (gatunku, rasy lub odmiany). Jest ono warunkowane obecnością w organizmie odpowiednich barwników (pigmentów). W wyniku sztucznej selekcji, czy też utrwalania mutacji można uzyskać różnorodne umaszczenia. W przypadku niektórych zwierząt stało się ono podstawowym kryterium oceny zwierzęcia (np. zwierzęta futerkowe, owce).

## Umaszczenie kotów

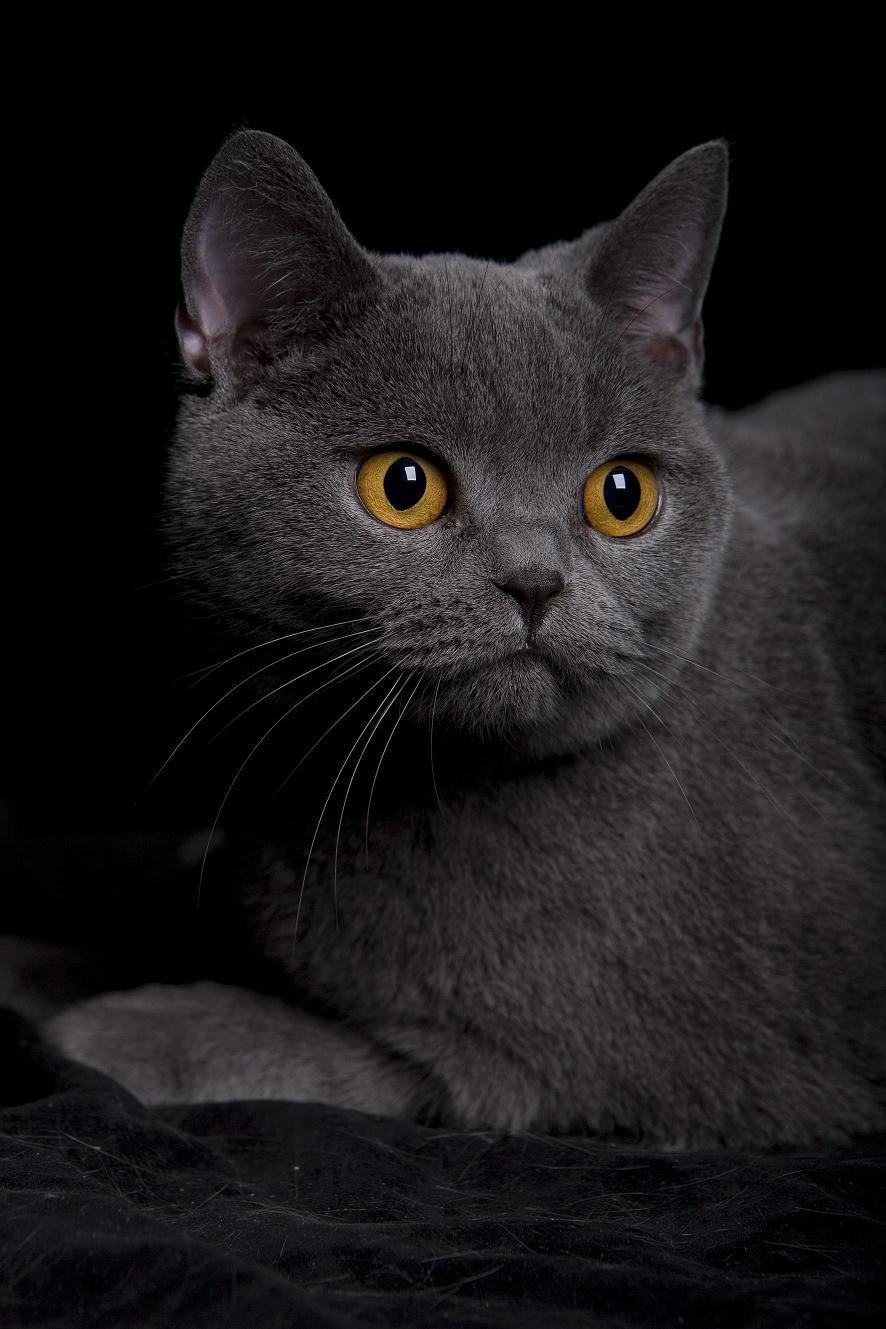
Kot brytyjski krótkowłosy o umaszczeniu niebieskim

Umaszczenie kota jest jedną z cech decydujących o rasie. Duża liczba i różnorodność umaszczeń wśród kotów są wynikiem sztucznej selekcji. Zdarzają się również umaszczenia, które, gdyby nie utrwalanie mutacji, zanikłyby w naturalnych warunkach. Przykładem są m.in. koty o umaszczeniu białym i niebieskich oczach – często zdarza się, że takie koty rodzą się już głuche lub niedosłyszące; odmiany te w przyrodzie skazane byłyby na wyginięcie.
Spotyka się koty o umaszczeniu:
- rudym
- tricolor (calico), przy drobnych plamach zwane szylkretowym
- van (najczęściej szare pręgi na ogonie i w okolicach uszu)
- białe
- tabby
- niebieskie (charakterystyczne dla kotów rosyjskich niebieskich oraz brytyjskich)
- czarne
- bure (tzw. rasa europejska).

## Umaszczenie kóz
Umaszczenie kóz ma znaczenie dla opisu rasy (podaje się również długość włosia). Dzieli się je na:
- jednolite (białe, czarne, czerwone, brunatne, brązowe, sarnie)
- złożone (pstre czarno-białe i brązowo-białe, łaciate wielobarwne).

Dodatkowo wśród umaszczeń może występować, tzw. borsucza głowa (po obu stronach ciemno umaszczonej twarzy występują białe strzałki szerokości ok. 2 cm, pyszczek białej barwy)

## Umaszczenie psów[2]
Rodzaj umaszczenia psa występujący w danej rasie, maść preferowana i taka, która stanowi wadę są określane we wszystkich standardach rasowych. Na te ustalenia wpływa pochodzenie rasy i cel, do którego zostały ukształtowane metodą selekcji sztucznej. Przykładem może być pies pasterski, który jest biały, by można było łatwo odróżnić od wilka. Przeważnie jednak umaszczenie było powiązane z estetycznymi preferencjami jego hodowcy.
Możliwe umaszczenia:
- jednolite
- śniade
- rude
- wilczaste
- dzicze
- różne w różnych częściach ciała – czarny lub czekoladowy czaprak, żółte lub rude nogi, głowa i cała spodnia część ruda
- tzw. podpalane – żółta lub ruda barwa stóp, podogonia, pyska, brwi, brzucha
- krańcowo białe (kolorowe plamy występują tylko w okolicach uszu i oczu)
- marengo (pręgowane)